# 기다 료가
기다 료가(일본어: 貴田 遼河, 2005년 7월 15일~)는 일본의 축구 선수이다.

## 구단 경력
그는 2023년 J1리그의 나고야 그램퍼스에 입단했다. 2024년 2월 아르헨티노스 주니어스로 이적했다.